# Jeff Sessions
Jefferson Beauregard Sessions III (Selma, 24 de dezembro de 1946) é um advogado e político norte-americano que ocupou o cargo de 84º Procurador-geral dos Estados Unidos entre 9 de fevereiro de 2017 e 7 de novembro de 2018, data em que formalmente pediu a sua exoneração do cargo. Antes de exercer essa posição na Presidência de Donald Trump, ele representou o estado do Alabama como Senador pelo Partido Republicano, entre 1997 e 2017. Sessions foi eleito a quatro mandatos consecutivos de senador, algo sem precedentes na história do seu partido no estado do Alabama.

## Início de vida
Jefferson Beauregard Sessions III nasceu em Selma (Alabama), filho de Abbie Powe e Jefferson Beauregard Sessions, Jr.. Seu pai era dono de um armazém geral e, em seguida, um revendedor de equipamentos agrícolas. Sessions cresceu na pequena cidade de Hybart.
Em 1964 tornou-se um escoteiro, obtendo o título de "Eagle Scout". Sessions recebeu o prêmio de "Distinguished Eagle Scout" durante a sua juventude. Após frequentar o Ensino Médio em uma escola na cidade de Camden, a Wilcox County High School, Sessions foi à faculdade em Montgomery, em Huntingdon College, graduando-se com o grau de Bacharel em Artes em 1969. Sessions obteve o seu Doutorado em Direito pela Universidade do Alabama, Tuscaloosa, em 1973.

## Vida pessoal
Sessions e sua esposa Mary Blackshear se conheceram durante o período em que ele estudou em Montgomery College. O seu casamento produziu três filhos e eles atualmente possuem seis netos. Sessions é adepto da fé cristã, sob a filiação da Igreja United Methodist nos Estados Unidos.

## Carreira política
Sessions ocupou a sua primeira posição na Administração pública como procurador assistente dos Estados Unidos do Distrito Sul do Alabama, parte da ramificação do Departamento de Justiça dos Estados Unidos, no ano de 1975; Sessions esteve nessa capacidade até 1977. Em 1981, o presidente Ronald Reagan nomeou Sessions para ser  procurador dos Estados Unidos do Distrito Sul do Alabama. O Senado  o confirmou, e ele ocupou o cargo por doze anos, até que ele teve que apresentar a sua renúncia forçada, como parte da política de dispensa de procuradores do Departamento de Justiça, sob a liderança de Janet Reno, durante o início da gestão presidencial de Bill Clinton. Sessions foi eleito procurador-geral do Alabama, em novembro de 1994, derrotando o então ocupante do cargo Jimmy Evans.
Em 1996, Sessions venceu as primárias republicanas para o Senado, depois de um segundo turno de votação, e na eleição geral conseguiu superar o candidato do Partido Democrata Roger Bedford por 53% a 46% dos votos. Jeff Sessions sucedeu a Howell Heflin, um democrata que até então ocupava o assento de Sessions no Senado americano, que optou por não concorrer à reeleição e aposentar-se da carreira política.
Em novembro de 2016, o presidente-eleito dos EUA Donald Trump anunciou que o então senador Jeff Sessions seria nomeado ao cargo de procurador-geral dos Estados Unidos, com a pendente aprovação da nomeação pelo Senado. Após um robusto e controverso processo de questionamentos por membros do Comitê sobre o Poder Judiciário do Senado, iniciado em 10 de janeiro de 2017, Sessions teve a sua nomeação por fim votada no plenário do órgão legislativo no dia 8 de fevereiro, o que foi seguido pela sua aprovação por 52-47, com a abstenção do próprio candidato Sessions, e pela sua renúncia apresentada perante o Senado americano naquele mesmo dia.

## Senado dos Estados Unidos
Como membro do Senado dos Estados Unidos, Jeff Sessions apoiou as mudanças no sistema tributário aprovadas pelo Congresso americano durante a gestão presidencial de George W. Bush. Ele é reconhecido como um dos políticos de ideologia mais conservadora das legislaturas federais americanas das últimas décadas, contrariando-se a medidas imigratórias que permitiriam que imigrantes ilegais obtivessem "status" de residentes legais ou cidadania nos Estados Unidos, posicionando-se contra as mudanças legislativas sobre a matéria de imigração que não conseguiram a aprovação no Congresso em 2013 e em 2014, apesar de sinais de apoio de congressistas de partidos diferentes. Sessions é um defensor de medidas de contenção da proliferação de drogas ilícitas, tendo advogado pela continuação de sentenças de prisão federais mínimas em caso de condenação por tráfico ou consumo de drogas psicoativas ilícitas. O senador Jeff Sessions propôs a proliferação do uso de energia nuclear pelo governo dos Estados Unidos.
Durante o exercício de seus mandatos no Congresso, Sessions defendeu a posição de que o aborto é inconstitucional, exceto em casos em que a saúde da gestante é um fator importante. Sessions votou em 2006 para que o Senado deliberasse sobre uma proposta de emenda constitucional que pudesse definir o casamento como "a união entre um homem e uma mulher", que não obteve a maioria necessária para a sua aprovação pelo corpo legislativo. Em matéria de direito ao sufrágio, Jeff Sessions se posicionou contra a permissão constitucional nos Estados Unidos do voto a indíviduos com prévia condenação criminal, em votação no Senado em 2002, que teve Jeff Sessions na maioria vencedora. Sessions havia dito que "[E]u não acho que a política americana estará melhor informada se nós tivermos um monte de criminosos no processo". O  senador Sessions votou em 2007 a favor de uma proposta legislativa que foi vista como impeditiva do exercício do sufrágio por pessoas de baixa renda e partes de minorias raciais, uma vez que ela apresentava o requisito de identificação pessoal com documentos com foto a eleitores que pretendiam votar nacionalmente nos Estados Unidos. A proposta não foi aprovada pelo Senado. Efetivamente, durante o tempo em que Sessions representou o estado do Alabama no Senado dos Estados Unidos, ele sempre apoiou propostas de leis que objetivaram aplicar o requisito de documentação com foto para todo o eleitorado em eleições nacionais, quando tais moções foram votadas em 2006 e em 2013. Sessions foi um dos políticos americanos que contrariaram a aprovação pelo Congresso de uma legislação que aumentaria a capacidade de estudantes de Instituições de Ensino Superior (IES) de receberem assistência financeira do governo federal norte-americano para custear as suas matrículas, como parte da Lei H.R.2669, conhecida como "The College Cost Reduction and Access Act" (2007).
Jeff Sessions foi um dos membros mais importantes do Comitê sobre o Poder Judiciário do Senado ao longo de seus mandatos no órgão, tendo servido como um integrante de sua composição desde a sua chegada ao Senado no 105º Congresso americano em 1996 até a sua renúncia no ano de 2017. No dia 28 de abril de 2009, com a oficialização da migração do então senador da Pensilvânia Arlen Specter do Partido Republicano ao Partido Democrata, o senador Sessions se tornou o "membro sênior" do Comitê da legenda republicana. Jeff Sessions também participou dos Comitês sobre Serviços Armados (como membro sênior), sobre o Orçamento (como vice-presidente), sobre o Meio Ambiente e Obras Públicas do Senado americano e do modelo de votação ("caucus") do próprio órgão sobre o "Controle Internacional de Narcóticos" durante o seu serviço público no Senado. Sessions foi um dos mais importantes membros do Comitê de Serviços Armados, servindo a divisão no Subcomitê sobre Forças Estratégicas como o presidente. Sessions fez parte de múltiplos outros Comitês do Senado durante o exercício de seus mandatos, ganhando proeminência política como o presidente de um dos Subcomitês do Comitê sobre o Poder Judiciário do Senado, o Subcomitê sobre Imigração e Segurança Fronteiriça (previamente Subcomitê sobre a Imigração e Interesse Nacional), em seus últimos anos no Congresso.

## Histórico eleitoral

### 1996
- Sessions - 786.436 (52,45%)
- Bedford - 681.651 (45,46%)
- Thornton - 21.550 (1,44%)
- Hebner - 9.123 (0,61%)
- Outros - 633 (0,04%)

### 2002
- Sessions - 792.561 (58,58%)
- Susan Parker - 538.878 (39,83%)

### 2008
- Sessions - 1.305.383 (63,36%)
- Vivian Figures - 752.391 (36,52%)